# (2171) Kiev
(2171) Kiev (1973 QD1) – planetoida z pasa głównego asteroid okrążająca Słońce w ciągu 3,39 lat w średniej odległości 2,26 au. Odkryta 28 sierpnia 1973 roku.